# La Doña (telenovela de 1972)
La Doña (literalmente: A Dona) foi uma telenovela produzida na Venezuela no ano 1972. Original da escritora cubana Inés Rodena, sob produção de Román Chalbaud e protagonizada por Lila Morillo (trocada por Agustina Martín nas semanas finais), Elio Rubens e Belén Díaz.

## Enredo
Doménica é uma jovem amável e encantadora cuja vida muda drasticamente no dia de seu casamento, quando descobre que seu noivo a estava usando e a abandona no altar. Como se isso não bastasse, ela descobre que a outra mulher envolvida é sua própria prima, Norma. Profundamente magoada e cheia de ressentimento, Doménica foge para a fazenda que herdou de seu pai. Transformada por sua dor, ela endurece seu caráter e decide que não confiará mais nos homens. Determinada a tomar o controle total, Doménica impõe sua vontade tanto na fazenda quanto no povoado ao redor, onde se torna conhecida como "A Dona", uma figura autoritária e implacável.
Determinada a se impor, ela enfrenta seu capataz, Genaro, um homem cruel e acostumado a agir como bem entende. Contudo, Genaro é obrigado a se submeter à autoridade de Doménica, que, com sua força e determinação, conquista o respeito e o temor de todos no povoado, consolidando sua reputação como "A Dona". Apesar de sua personalidade endurecida e sua resistência aos homens, a chegada de Darío, o único capaz de desafiá-la, promete abalar suas convicções e trazer novos conflitos à sua vida.
Desde o primeiro confronto devido a um conflito sobre os limites das terras, Doménica fica profundamente impactada pela determinação e coragem de Darío, enquanto ele se impressiona com a beleza e a força de caráter da "A Dona". Embora ambos tentem reprimir seus sentimentos, o amor começa a surgir entre eles em meio a constantes brigas e desentendimentos. Esse relacionamento conflituoso, mas apaixonado, promete desafiar as convicções e o orgulho de ambos.
Mas, mais uma vez, a presença de Norma surge como uma ameaça à felicidade de Doménica. Norma se apaixona obsessivamente por Darío e faz de tudo para transformá-lo em seu marido. Ela conta com a cumplicidade de Genaro, movido pela luxúria que sente por ela e pela paixão incontrolável que nutre por "A Doña", tornando-se um aliado perigoso em seus planos de intriga e traição.
O ex-noivo de Doménica chega ao povoado, arrependido e disposto a reconquistá-la. Doménica, ainda magoada, decide usá-lo como uma tentativa de esquecer Darío e não interferir na suposta felicidade de Norma. No entanto, os desígnios do destino expõem toda a maldade de Norma e Genaro, revelando suas traições e intenções obscuras. Com a verdade finalmente à tona, nada mais poderá impedir que Darío e Doménica, "A Doña", sejam felizes para sempre.

## Elenco
- Lila Morillo - Doménica Montero Campo-Miranda "A Doña"
- Elio Rubens - Darío Robles Olmos
- Belém Díaz - Norma Ornales Campo-Miranda
- Yolanda Méndez - Doña Amalia Campo-Miranda Vda. de Ornales
- Jorge Palácios - Freddy
- Amalia Pérez Díaz - Doña Matilde Olmos Valencia Vda. de Robles
- Carlos Márquez - Leandro
- Roberto Gray - Máximo
- María Teresa Deita
- Edmundo Valdemar
- Tomás Henríquez - Genaro Peña
- Guillermo González
- Yolanda Muñoz - Diana "1"
- Chelo Rodríguez - Diana "2"
- Aurora Mendoza - Sor Elena
- Linda Olivier - Isabel
- Enrique Benshimol - Leopoldo
- Lolita Álvarez - Cristina
- Alejandra Pinedo - Neves
- América Bairros - Genoveva
- Julio Capote - Tomás
- Tatiana Capote - Fernanda Ferreira
- Alberto Marín - Dr. Rodriguez
- Paula D'Arco - Ana Gertrudis
- Martha Oliveira- Filomena
- Manuel Poblete - Amante de Filomena
- Tony Rodríguez
- Jancinto Cabrera
- Luis Calderón - Fernando
- María Luisa Angulo - Eloisa
- Graciela López - Agustina
- Agustina Martín - Doménica Montero Campo-Miranda "A Doña" 2

## Adaptações
- Doménica Montero, realizada em México por Televisa em 1978, produzida por Valentín Pimstein e protagonizada por Irão Eory, Rogelio Guerra e Raquel Olmedo.

- Amanda Sabater, realizada em Venezuela por RCTV em 1989, dirigida por Gabriel Walfenzao e protagonizada por Maricarmen Regueiro e Flavio Caballero.

- El Desafío, versão livre feita em Venezuela por RCTV no ano de 1995; dirigida por Renato Gutiérrez e protagonizada por Caluda Venturini, Henry Soto e Mimi Laço.

- La Dueña, realizada em México por Televisa em 1995, produzida por Florinda Meza e protagonizada por Angélica Rivera, Francisco Gattorno e Cynthia Klitbo.

- Amor e Ódio, realizada em Brasil por SBT em 2001 e produzida por David Grimberg e Gilberto Nunes e protagonizada por Suzy Rêgo, Daniel Boaventura e Viétia Rocha. Baseando-se nos libretos dA dona

- A Dona, telenovela realizada por Televisa em 2010, produzida por Nicandro Díaz e protagonizada por Lucero, Fernando Colunga e Gabriela Spanic. Baseando-se nos libretos originais dA doña e nA dona